# Barbodes xouthos
Barbodes xouthos (Gr.: „xouthos“ = goldgelb) ist ein Süßwasserfisch aus der Familie der Karpfenfische (Cyprinidae). Das einzige bekannte Vorkommen liegt im Stromgebiet des Tutong in Brunei auf der südostasiatischen Insel Borneo.

## Merkmale
Barbodes xouthos hat einen hellen, einfarbigen, gelblich-bräunlich gefärbten Körper. Eine Netzzeichnung, die von den dunklen Schuppenrändern gebildet wird, mustert die Flanken. Die Bauchflossen der ausgewachsenen Tiere sind gelb. Jungtiere besitzen einen schwachen schwarzen Fleck an der Basis der Rückenflosse und eine Mittelreihe von drei bis vier schwarzen Flecken auf den Körperseiten. Über die Rückenflosse zieht sich ein schwarzes Band. Die Rückenflosse beginnt über der zehnten bis elften Schuppe der insgesamt elf bis zwölf Schuppen entlang der Seitenlinie. Ihr letzter unverzweigter und der erste verzweigte Flossenstrahl sind deutlich länger als die nachfolgenden Flossenstrahlen. Der letzte unverzweigte Flossenstrahl ist an seiner Hinterkante gesägt, mit 32 bis 37 Zackungen. Der letzte unverzweigter und der erste verzweigte Flossenstrahl der Afterflosse sind ebenfalls länger und formen eine Spitze, die besonders bei größeren Exemplaren auffällig ist. Die Schwanzflosse ist tief gegabelt, die langen loben enden spitz. 
- Flossenformel: Dorsale: 4/8; Anale: 3/5; Ventrale: 1/8; Pectorale: 1/15; Caudale: 10+9/9+8.

Die für die Erstbeschreibung untersuchten Exemplare hatten Körperlängen von 4,2 bis 9,5 cm. Die Kopflänge beträgt 28,3 bis 31,2 % der Standardlänge, die Höhe des Schwanzflossenstiels beträgt 16,4 bis 16,2 % der Standardlänge. Eine Schuppenreihe rund um den Schwanzflossenstiel zählt zwölf Schuppen. Der Schwanzflossenstiel ist 1,1- bis 1,2-mal länger als hoch. An der Schnauze sitzen zwei Paare von langen Maxillar-Barteln, von denen eins bis zur zweiten Augenhälfte das zweite darüber hinaus reicht. Auf dem ersten Kiemenbogen finden sich 23 Kiemenreusenstrahlen. Die Außenränder von Rücken- und Afterflosse sind konkav, die Brustflossen sichelförmig, die Bauchflossen leicht sichelförmig.

## Lebensraum
Barbodes xouthos lebt als Schwarmfisch in Schwarzwasserflüssen und Bächen mit sehr niedrigem pH-Wert (4,5 bis 5,0) und weichen Böden.

## Systematik
Barbodes xouthos wurde 2011 durch den Schweizer Ichthyologen Maurice Kottelat und seinen singapurischen Kollegen Tan Heok Hui als Systomus xouthos beschrieben und im November 2013 der Gattung Barbodes zugeordnet. Innerhalb von Barbodes gehört sie zur näheren Verwandtschaft der in Südostasien weit verbreiteten Fleckenbarbe (Barbodes binotatus).